# Cyriocosmus fernandoi
Cyriocosmus fernandoi là một loài nhện trong họ Theraphosidae.
Loài này thuộc chi Cyriocosmus. Cyriocosmus fernandoi được miêu tả năm 2005 bởi Fukushima, Bertani & da Silva.